# 絶狼-ZERO- -BLACK BLOOD-
『絶狼〈ZERO〉 -BLACK BLOOD-』（ゼロ ブラックブラッド）は日本の特撮映画作品。『牙狼〈GARO〉』シリーズ劇場版第4作目。
涼邑零を主人公とした全6話で構成されるGARO新シリーズ作品。CSチャンネル・ファミリー劇場では2014年3月5-7日、各日2話ずつ全6話放送、劇場ではディレクターズカット版として2014年3月8日に『白ノ章』（第1-3話）、3月22日に『黒ノ章』（第4-6話）が公開。2013年9月13日に開催された『牙狼＜GARO＞～闇を照らす者～』のプレミアム上映会で制作発表された。
2017年には、続編となる『絶狼〈ZERO〉 -DRAGON BLOOD-』が1月から3月まで放送された。
キャッチコピーは「銀の刃よ、闇を切り裂け」「銀牙騎士ゼロ＝涼邑零。ホラーと人間との共存をめぐる戦いが今、始まる―。」。

## 制作
雨宮慶太によると、涼邑零主役の話は『白夜の魔獣』終了時点でプロットを提出したこともあったが、諸々の理由で実現しなかった過去があるという。それ以降雨宮はやるつもりのまま時が経ったが、金田龍が2013年ごろ雨宮慶太に絶狼を撮りたいと直訴したことで金田が監督となり制作が始まった。次作の『DRAGON BLOOD』では雨宮慶太本人が監督を務めている。
小林靖子によると、『MAKAISENKI』5話の脚本を担当したのち、雨宮慶太から声を掛けられ、当初映画1本の予定で本作に関わることになった。なお、普段プロットを制作してからシナリオを作っているが、本作でははじめて週刊連載のようにシナリオから作ったという。
藤田玲の証言によると、零がナツミを説得しようとして刺されるシーンがカットされており、映像ソフトの特典映像にも収録されていないという。
本作で金田龍は、『魔戒ノ花』の際に行われていた、ガロに専用の照明を当てる「ガロライティング」を参考にして、ゼロに青い光を当てる「ゼロライティング」を行っている。

## ストーリー
ホラーと戦う魔戒騎士の一人、銀牙騎士絶狼である涼邑零は、強大な力を持った謎のホラーリングと交戦するも取り逃してしまう。番犬所はそんな零に、女でありながら魔戒剣を振るうユナと、自らを天才と嘯く魔戒法師のカインと組むように指示する。気の進まない零であったが、ユナとリングの因縁、そしてリングの思想を知るうちに彼らと共に戦う決意を固めてゆく。

## 登場人物

### 魔戒騎士たち
涼邑 零（） / 銀牙騎士絶狼
銀牙騎士として新たに魔戒騎士の系譜に加わった騎士で、かつては黄金騎士牙狼とも共闘していた。飄々とした態度を取るも騎士としての使命感は強く、たとえ人間たちに裏切られてもホラーのみを斬り、人間を守ろうとする。生クリームがたっぷり入った甘めのホワイト・ルシアンを嗜んだり、ホラー狩りに行く前にバクラからチョコレートの差し入れを貰うといった大の甘党ぶりも健在。ユナたちと出会ったことで、リングの作るコミュニティを打ち砕くべく奔走する。
魔導具シルヴァ
零の相棒の魔導具。本作品でもテレビスペシャル版以降の左手のグローブに装着された姿で登場するが、第1期のようにペンダントの姿で登場する場面も存在する。零に対しては一定の親愛を持っており「甘さは騎士としての弱点だが、私は気に入っている」と打ち明けている。
余談だが、シルヴァの声優を演じている折笠愛本人もルーポの客役として本作品に登場している。
カイン
天才を自称する魔戒法師で、その言葉に恥じない実力を持つ。武器は番傘状の魔導傘。かつてはユナの父親の魔戒騎士クロウドと共にホラーと戦っていた。酒好きで、常に酒を呷っている。当初はリングを倒した後は前線から退く予定であったが、ユナへの思いとさらなる手柄を立てたいという願望からユナと共にホラー狩りを続けることにした。
- 牙狼<GARO>シリーズのオムニバス作品である『魔戒烈伝』にも登場する。

ユナ
騎士にはなれない女でありながら、なぜかソウルメタルの魔戒剣を扱うことができる16歳の少女。過去の出来事からリングに執着する。その右腕には父親の遺骨がカインの術によって埋め込まれている。魔戒剣を振るうことができるのもそのおかげであるが、そのせいで体に負担が掛かり満足に戦えなくなっている。それでもその程度で済んでいるのは、母譲りの魔戒法師としての高い潜在能力によるもの。
純粋な少女で、カインの嘘や言い訳などを鵜吞みにしてしまう。母親の子守唄を受け継いでおり、その歌で零たちの窮地を救った。
- 牙狼<GARO>シリーズのオムニバス作品である『魔戒烈伝』にも登場する。

バクラ
零の通うバー・ルーポの店主。隻腕であり一線で戦おうとはしないが、法術や魔導具を用いて零たちをサポートする。その隻腕にはある秘密があった。
- 続編の『DRAGON BLOOD』にも引き続き登場する。

クロウド
ユナの父親の魔戒騎士。ユナの要望で彼女に騎士としての技を授けていた。腕の立つ騎士であったが、本編の2年前にリングとの戦いにてイユが現れたことに動揺し敗北、死亡した。身体は消滅するが、リングによって切断された右腕の遺骨は術を使ってユナの右手に埋め込まれた。

### コミュニティ
リング
白いスーツを纏い紳士然とした口調で話すホラー。「人間とホラーの共存」を掲げ、実社会で生きられなくなった人間を秘密裏に集めたコミュニティを運営する。慇懃で穏やかな性格の持ち主で、人間に対しても優しく接するが、自分の理念に同調しない者を容赦なく排除しようとしたり、永遠に礎にならない権利を与えることを条件に、コミュニティの人間たちに命令して零を殺させようとしたりするなど冷酷な一面も持つ。
背中から白い翼を生やして飛翔し、羽を収束させて手裏剣のように飛ばしたり、魔戒剣に酷似した白い剣に変化させて戦う。その戦闘能力は高く、全力を出さずとも絶狼の鎧を一撃で解除させてしまうほど。また、ホラーの本能が蘇った際には翼を生やした巨大な白い素体ホラーのようなホラーの本性を現した。
10年前にイユの歌に惹かれて彼女こそ自身を高みに導いてくれる存在であると確信して命を救い、戦いのない世界を望むイユの願いを聞き入れてコミュニティを作り上げた。自身の食人欲求はイユの歌で極力抑制していたものの、イユがユナの母親としての心を取り戻したことで歌が途切れてホラーの本能を抑えられなくなり、彼女を捕食してしまう。最期は零との激戦を繰り広げた末にユナの歌によってできた隙を突かれて倒され、散り際に零の守りし者としての姿を思考の放棄と罵倒して消滅した。
イユ
ユナの母親の魔戒法師。リング曰く「高みに導く存在」で、コミュニティ内では「歌姫」と呼ばれ、特別視されている。10年前、ホラーとの戦いで視力を失い谷へ転落し、生死不明となる。目が見えずとも気配こそわかるものの、手を伸ばして探ることから大まかな位置しかわからないようだ。現在はリングの下で魔戒語の子守唄を彼のために歌い続けている。その歌には聴く者の傷と心を癒やす力があり、リングは歌の力で自身の捕食本能を抑えていた。
最終的にユナの悲しみによって母親としての心を取り戻したが、同時に彼女の歌がリングの心には届かなくなり、ホラーの本能に逆らえなくなって本性を現した彼に自ら望んで喰われた。
カトウ
コミュニティに所属していた人間。連続強盗殺人を起こしており、捕まれば死刑は確実であったことからコミュニティに逃げ込んだ。血のドルチェとして選ばれるも逃亡したが、結局死亡してしまう。
湾田 サトシ
通勤途中に前方不注意により轢き逃げ事故を起こしてしまった青年。破滅に怯えていたが、リングの甘言に惑わされコミュニティに参加してしまう。コウスケの死後、コミュニティに所属している人間の中で唯一外部との関わりを断ち切っていないことをリングに目を付けられ、新たな人間たちのまとめ役に指名される。
末守 ナツミ
サトシの婚約者。ホラーの憑依体として選ばれそうになるも零たちに救われた。
仲井間 コウスケ
コミュニティで人間たちの世話役を務める青年。両親の借金のカタに内臓を取られそうになったことでコミュニティに逃げ込んで来た。気さくな風を装うも自分が死ぬことは考慮しておらず、いざその番が来そうになった際はナツミを礎として差し出そうとした。零たちにコミュニティの場所を突き止めるべく利用されるも、最期はリングに連れ去られ礎となった。
- 脚本の小林靖子のお気に入りのキャラクター。ねずみ男のようなキャラクターだと評している。

ウーラ、サーレ、エーラ、シーレ
コミュニティを管理する、人間に憑依したホラーたち。普通にコミュニケーションを取り、人間と共に暮らしているが、一度命令が下れば彼らを抹殺することも厭わない。

## 関連用語
銀牙騎士絶狼（）
零が装着する白銀の鎧。詳細は牙狼-GARO-#魔戒騎士を参照。
- 『MAKAISENKI』時のゼロのスーツが第1作目に比べてマッシブでガロのスーツよりも大きかったため、本作品では新たに新規造形されている。

銀牙（）
絶狼が召還する銀の魔導馬。今作では零の烈火炎装を受け、炎の翼を生やしてパワーアップするなどの活躍を見せる。
コミュニティ
リングの運営する「人間とホラーの共存」を目的としたコミュニティであり、結界によって表の世界とは隔離されている。
所属者のうち人間は、皆なんらかの原因で実社会へ負い目を抱えて逃げ込んで来た者たちである。また、身の安全が保証される代わりに「数か月に一度、50分の1の確率で選ばれた人間はホラーの食料（礎）となる」というルールが存在し、選ばれた者はホラーの血によって彼らの好む「血のドルチェ」にされてしまう。共存を目的としていながら実態は体の良い魔戒騎士避けと食料の安定的な確保であるが、それでも自分の命を優先する人間にとっては救いであり、「追い詰められた者はどんな数字も都合良く解釈する」とシルヴァからは呆れられている。なお、所属者のうち人間は白色、ホラーは黒色の服を纏っている。
血のドルチェ
今作における『牙狼-GARO-』のカオルのような「血に染まりし者」の呼び名。「礎」とも呼ばれている。
コウスケの話によると、「1粒だけホラーの血が入ったカプセルが混ざっている赤い栄養剤のカプセルの束をコミュニティの人間全員が1粒ずつ取って同時に飲み、ホラーの血の入ったカプセルを飲んだ者が選ばれる」という方法で選ばれており、飲まなかったり逃げ出したりした者は強制的に次回の血のドルチェに選ばれてしまう模様。血のドルチェとなった者は、苦痛と共に生きたまま肉体が腐敗していく恐怖を味わわされ、最後にはそれらをイユの子守唄で癒されながらホラーに貪り食われるという末路を迎える。
ルーポ
バクラが経営するとあるビルの地下にあるバー。名前はバクラ曰く、イタリア語で「幸運を」を意味する「In bocca al lupo」に由来する。通常のバーの設備に加え、ホラーを探知する振り子状の魔導具や特殊な香りで飲んだ者の居場所を探知する魔紅茶なども置かれている。

## キャスト
- 涼邑零 - 藤田玲
- ユナ - 梨里杏
- カイン - 武子直輝
- クロウド - 尚玄
- カトウ - 粟島瑞丸
- 湾田サトシ - 世良優樹
- 末守ナツミ - 大貫真代
- 客A - 本田大輔
- 客B - ジャック
- 客C - 折笠愛
- ウーラ - 平栗里美
- サーレ - 桑原麻紀
- エーラ - 吉田澪里
- シーレ - 萩山沙貴
- 男A - 平野靖幸
- 男B - 近藤起矢
- 女 - 日野綾子
- 女ホラーA - のーでぃ
- 女ホラーB - 土屋愛
- 男ホラーC - 松田拓也
- 男ホラーD - 三村昌也
- 仲井間コウスケ - 高野八誠
- 幼いユナ - 小森茅愛
- バクラ - ガダルカナル・タカ
- イユ - 野本かりあ
- リング - セイン・カミュ

声の出演
- 魔導具シルヴァ - 折笠愛
- 神官 - 西凛太朗

スーツアクター
- 銀牙騎士ゼロ - 和田三四郎[1]

## スタッフ
- 原作・総監督 - 雨宮慶太
- シリーズ構成・脚本 - 小林靖子
- 監督 - 金田龍
- エグゼクティヴプロデューサー - 二宮清隆
- アソシエイトプロデューサー - 吉田健太郎
- プロデューサー - 比嘉一郎
- アクション監督 - 大橋明（AAC STUNTS）
- ラインプロデューサー - 内山亮
- 撮影 - 野村次郎
- 照明 - 小笠原篤志
- スクリプター - 栗原節子
- 衣装 - 村田弘子
- メイク - 細川昌子
- キャスティング - 北田由利子
- 美術協力 - 京映アーツ
- 衣装製作 - JAP工房 松竹衣装
- VFX CG - オムニバス・ジャパン
- 音楽 - 吉川清之、神馬譲
- 配給 - 東北新社
- 特別協力 - サンセイアールアンドディ
- 制作 - 東北新社、オムニバス・ジャパン
- 製作 - 東北新社

## 主題歌
オープニングテーマ「ZERO-BLACK BLOOD-」
作詞 - 奥井雅美 / 作曲 - きただにひろし / 編曲 - 鈴木マサキ / 歌 - JAM Project
エンディングテーマ「S#0（）」
作詞 - Ray / 作曲 - DUSTZ & L!TH!UM / 歌 - DUSTZ

## 放送日程
CSチャンネル・ファミリー劇場にて、2014年3月5日から3夜連続放送が行われ、最終日の3月7日には21:00から#1～#4までのリピート放送が行われた。
| 劇場版タイトル | TV版話数 | TV版タイトル               | 放送日時                    | 備考 |
| -------------- | -------- | -------------------------- | --------------------------- | ---- |
| 白ノ章         | #1       | 血のドルチェ -DOLCE-       | 2014年3月 5日 23:00 - 24:00 |      |
| 白ノ章         | #2       | コミュニティー -COMMUNITY- | 2014年3月 5日 23:00 - 24:00 |      |
| 白ノ章         | #3       | 外敵 -ENEMY-               | 6日 23:00 - 24:00           |      |
| 黒ノ章         | #4       | 真実の夢 -DREAM-           | 6日 23:00 - 24:00           |      |
| 黒ノ章         | #5       | 決意 -DECISION-            | 7日 23:00 - 24:00           |      |
| 黒ノ章         | #6       | 救世主 -SAVIOR-            | 7日 23:00 - 24:00           |      |

## マナー広告
『桃幻の笛』に引き続き、miniGAROが登場するマナーCMが2本制作され、本作の公式サイトで「ウェブCM」バージョンが配信され、上映劇場で「劇場マナーCM」バージョンが上映された。

## 関連商品

### DVD・Blu-ray
2014年8月29日にディレクターズカット版のBlue-ray BOXとDVD BOXがポニーキャニオンから発売された。

### CD
「S#0」
2014年3月8日に発売されたDUSTZのシングル。本作のエンディングテーマを収録。
「雷牙～Tusk of thunder～」
2014年8月6日にランティスから発売されたJAM Projectのシングル。本作のオープニングテーマを収録。
「牙狼＜GARO＞黄金歌集　牙狼心」
2015年8月5日にランティスから発売された、牙狼シリーズのベストアルバム。他の作品の主題歌とともに、JAM Projectが担当した本作のオープニングテーマが収録されている。

## パチンコ
2015年にサンセイR&Dから本作のタイアップ機であるパチンコ『CR絶狼』が発売された。